# Château de Peyraud
Pour les articles homonymes, voir Peyraud.
Le château de Peyraud est un château situé en France sur la commune de Peyraud, dans le département de l'Ardèche en région Auvergne-Rhône-Alpes.

## Situation
Le village  de Peyraud est situé en Ardèche Verte, dans le Piémont ardéchois, en bordure du Rhône. Le château surplombe la vallée.

## Architecture
Le château se caractérise par une vaste cour à l’ouest avec ses deux grands perrons et une imposante façade à l’est avec terrasse en jardin donnant sur le Rhône. Le vestibule permet d’accéder au spacieux escalier à la française avec sa rambarde en fer forgé, côté montagne à deux pièces voûtées moyenâgeuses, la plus grande correspondant à l’ancien donjon avec, côté Rhône, aux sept pièces de réception du XVIIIe siècle en enfilade de 57 mètres de long éclairées par 18 portes-fenêtres de quatre mètres de haut. Le château a toujours été habité, d’où son bon état général. Il garde de nombreux éléments d’origine : sols en pierre, terre cuite ou plancher, portes, fenêtres, cheminées, menuiseries d’intérieur, décors de staff récemment rajeunis pour les pièces sud, papier peint du début du XIXe siècle pour les pièces nord.